# Lover (singolo Taylor Swift)
Lover è un singolo della cantante statunitense Taylor Swift, pubblicato il 16 agosto 2019 come terzo estratto dal settimo album in studio omonimo.

## Descrizione
Il brano rappresenta un ritorno della cantante alle sonorità country degli esordi ed è stato scritto e composto da Taylor Swift e prodotto da quest'ultima insieme a Jack Antonoff. La cantante ha scritto la canzone una notte prima di incontrare il produttore agli Electric Lady Studios, dove hanno prodotto la canzone in sei ore. È composto in chiave Sol maggiore e ha un tempo di 69 battiti per minuto.

## Promozione
Il singolo è stato annunciato l'11 agosto 2019 dalla stessa Taylor in occasione della premiazione per l'Icon Award ai Teen Choice Awards. In tale evento l'artista ha annunciato come data di uscita del singolo venerdì 16 agosto 2019.
Taylor Swift si è esibita per la prima volta con la canzone agli MTV Video Music Awards 2019, insieme a You Need to Calm Down. Ha cantato suonando una chitarra, circondata da luci blu e una luna sospesa. L'ha presentata anche il successivo 2 settembre al Live Lounge della BBC Radio 1 e il 9 dello stesso mese al teatro Olympia di Parigi, durante un concerto intitolato City of Lover. Il 5 ottobre 2019 la cantante si è esibita con una versione al pianoforte del singolo al Saturday Night Live, l'11 ottobre ad un concerto per NPR Music e il 19 ottobre in occasione del We Can Survive, un concerto di beneficenza. Il successivo 24 novembre ha eseguito un medley di sei suoi successi agli American Music Awards 2019; durante l'esibizione di Lover è stata accompagnata dai ballerini classici Misty Copeland e Craig Hall. È stata poi inclusa nella setlist della cantante al Jingle Bell Ball 2019 di Capital FM a Londra.

## Accoglienza
Lover ha ricevuto l'acclamo universale da parte della critica specializzata. Jason Lipshutz di Billboard ne ha elogiato il romanticismo. Scrivendo per Vox, Constance Grady ha definito la canzone «un gradito promemoria di ciò che ha reso Swift una forza così inarrestabile ai suoi esordi». Ellie Bate di BuzzFeed News ha scritto che la canzone è «una lettera d'amore per una persona con cui si vuole stare per sempre», ritenendola adatta ai matrimoni, opinione condivisa da Mary Elizabeth Andriotis di Teen Vogue.
Craig Jenkins di Vulture ha paragonato la canzone a Fade Into You dei Mazzy Star e alla cover di Sweet Jane dei Cowboy Junkies. Nate Jones della medesima pubblicazione l'ha posizionata trentaduesima nella sua classifica delle canzoni della cantante. Scrivendo per Forbes, Hugh McIntyre ne ha lodato le sonorità nostalgiche e la scelta di pubblicarla prima dell'album, ma ha messo in dubbio la longevità del suo successo. Alyssa Bailey di Elle l'ha definita una delle canzoni più personali della cantante. Scrivendo per il Daily Telegraph, Alice Vincent ha dato alla canzone quattro stelle e ha lodato il ritorno alle vecchie sonorità della cantante.

## Video musicale
Taylor Swift e Drew Kirsch hanno diretto il videoclip del singolo. Il 15 agosto 2019, Swift ha annunciato che il video musicale sarebbe stato presentato durante una diretta su YouTube il giorno prima della pubblicazione dell'album, il 22 agosto 2019. Il suo concetto ha tratto ispirazione dalla traccia You Are in Love del quinto album 1989. Nel video, il ballerino Christian Owens interpreta l'interesse amoroso di Swift: in precedenza, aveva partecipato a due tournée della cantante, The 1989 World Tour e Reputation Stadium Tour. Il ruolo di Owens nel video è stato rivelato durante la diretta che ha preceduto l'uscita del video musicale, dove Swift lo ha definito «una delle persone più talentuose» che conosce. Il video è stato girato su un set di Hollywood.

### Sinossi
Swift e Owens vestono i panni di una coppia che vive in una casa composta da sette stanze dipinte con colori vivaci, ognuna delle quali rappresenta uno dei suoi sette album in studio. Dopo vari litigi, si scopre che la casa si trova in una palla di neve di Natale, che hanno regalato alla figlia in un futuro non troppo lontano. Tra i vari scenari, viene mostrata la cantante che suona una chitarra e la coppia che nuota in un acquario, oltre a riferimenti riguardanti due tracce dell'album, Cruel Summer ed Afterglow.

### Accoglienza
Salvatore Maicki del The Fader ha scritto che il video è esattamente come immaginerebbe Swift protagonista in un film del canale americano Lifetime. Scrivendo per Teen Vogue, Mary Elizabeth Andriotis ha paragonato il video alle opere di Wes Anderson. Ha anche elogiato la scelta di Owens come interesse amoroso di Swift, ritenendolo un «cambiamento rinfrescante». Lauren Huff di Entertainment Weekly ha notato i colori più pacati rispetto al precedente videoclip di You Need to Calm Down.

## Premi e riconoscimenti
Lover è stata candidata nella categoria Canzone dell'anno ai Grammy Awards 2020, rendendo Taylor Swift la seconda donna ad aver accumulato quattro candidature totali nella categoria, dopo Marilyn Bergman. Lo scenografo Kurt Gefke è stato nominato alla ventiquattresima edizione degli ADG Excellence in Production Design Award nella categoria Short Format: Web Series, Music Video or Commercial grazie al suo lavoro per il videoclip. La canzone ha inoltre ricevuto una candidatura agli iHeartRadio Music Awards 2020 per Miglior cover, eseguita da Keith Urban.

## Tracce
Download digitale – Live from Paris
1. Lover (Live from Paris) – 3:49

## Formazione
- Taylor Swift – voce, produzione
- Jack Antonoff – programmazione, batteria, percussioni, basso, chitarra acustica, tastiera, pianoforte, produzione, registrazione
- Laura Sisk – registrazione
- John Rooney – assistenza alla registrazione
- Șerban Ghenea – missaggio
- John Hanes – assistenza al missaggio
- Randy Merrill – mastering

## Altre versioni
Il 4 marzo 2020 il cantante irlandese Niall Horan e la cantante statunitense Fletcher hanno pubblicato una cover del singolo, esclusivamente per il servizio streaming Spotify, in chiave arena rock.

### Remix con Shawn Mendes
Il 13 novembre 2019 è stato pubblicato un remix del singolo caratterizzato dalla partecipazione del cantante canadese Shawn Mendes.

#### Antefatti e descrizione
Il remix è stato annunciato a sorpresa lo stesso giorno della sua commercializzazione da Taylor Swift. Zubin Thakkar, chitarrista ed engineer di Shawn Mendes, ha rivelato che quest'ultimo ha scritto la sua parte una settimana prima dell'uscita del remix, mentre si trovava tra Australia e Nuova Zelanda in tournée.

#### Accoglienza
Brittany Vincent di MTV sostiene che il remix rinforzi il romanticismo della versione originale di Lover. Jael Goldfine, scrivendo per Paper, l'ha definita «piacevole e stucchevole". Hannah Yasharoff di USA Today ha elogiato il remix per aver «ridato vita» al brano originale.

#### Tracce
1. Lover (Remix) (feat. Shawn Mendes) – 3:41

### Altri remix
Il 26 novembre 2019 è stato pubblicato un secondo remix del singolo, intitolato Lover (First Dance Remix), basato sull'arrangiamento orchestrale impiegato due giorni prima nella performance agli AMAs 2019.

#### Accoglienza
Kelsie Gibson di PopSugar ha scritto che il remix, rallentandola, rende la canzone più romantica. Derrick Rossignol di Uproxx l'ha definita perfetta per i matrimoni, mentre Regina Star, scrivendo per iHeartRadio, l'ha descritta come «accattivante ed incantevole». Emily Belfiore di E! ne ha elogiato l'arrangiamento orchestrale.

### Tracce
1. Lover (First Dance Remix) – 3:53

## Successo commerciale
Lover ha debuttato alla 19ª posizione della Billboard Hot 100 con 35 000 copie digitali vendute, grazie alle quali è entrato direttamente in cima alla Digital Songs, diventando la diciottesima numero uno dell'interprete ed estendendo pertanto il suo record di maggior numero di brani in vetta alla classifica. La settimana successiva ha raggiunto il 10º posto, diventando la venticinquesima top ten di Taylor Swift e rendendola la decima artista ad averne di più in assoluto, in un ex aequo con Elvis Presley. La canzone è salita dalla 21ª alla 7ª posizione nella classifica dedicata allo streaming, grazie alle 29,1 milioni di riproduzioni accumulate, un incremento dell'81% rispetto alla settimana precedente. Nella settimana del 23 novembre, in seguito a due giorni di conteggio del remix del singolo con Shawn Mendes, è risalito dalla 43ª alla 26ª posizione della classifica ed è tornato alla prima in quella digitale grazie a 20 000 copie vendute, un aumento del 192% rispetto alla settimana precedente. Ha infine totalizzato tre settimane non consecutive in cima alla classifica digitale.
Nel Regno Unito ha esordito alla 23ª posizione della Official Singles Chart con 19 140 unità di vendita, diventando la ventiseiesima top forty della cantante nella classifica, e la settimana seguente ha raggiunto il 14º posto con altre 25 915 copie vendute. In seguito alla commercializzazione del primo remix ufficiale, è rientrato in classifica grazie ad ulteriori 13 179 unità.
In Australia il singolo è entrato alla 15ª posizione, risultando il più alto ingresso della settimana, e la settimana seguente è salito alla 3ª, diventando la diciannovesima top ten di Taylor Swift nella ARIA Singles Chart.

## Classifiche

### Classifiche settimanali
| Classifica (2019-23) | Posizione massima |
| -------------------- | ----------------- |
| Australia            | 3                 |
| Austria              | 47                |
| Belgio (Fiandre)     | 16                |
| Belgio (Vallonia)    | 39                |
| Canada               | 15                |
| Croazia              | 39                |
| Estonia              | 16                |
| Filippine            | 19                |
| Germania             | 61                |
| Grecia               | 15                |
| Irlanda              | 9                 |
| Islanda              | 28                |
| Italia               | 87                |
| Lettonia             | 14                |
| Libano               | 6                 |
| Lituania             | 13                |
| Malaysia             | 2                 |
| Nuova Zelanda        | 3                 |
| Paesi Bassi          | 79                |
| Polonia              | 14                |
| Portogallo           | 42                |
| Regno Unito          | 14                |
| Repubblica Ceca      | 13                |
| Singapore            | 2                 |
| Slovacchia           | 18                |
| Spagna               | 87                |
| Stati Uniti          | 10                |
| Svezia               | 37                |
| Svizzera             | 52                |
| Ungheria             | 20                |
| Vietnam              | 59                |

### Classifiche di fine anno
| Classifica (2019) | Posizione |
| ----------------- | --------- |
| Australia         | 90        |
| Belgio (Fiandre)  | 88        |
| Canada            | 96        |
| Classifica (2020) | Posizione |
| Belgio (Fiandre)  | 95        |
| Canada            | 95        |
| Classifica (2024) | Posizione |
| Australia         | 81        |
| Filippine         | 65        |
| India             | 16        |